# Hypena hamata
Hypena hamata är en fjärilsart som beskrevs av George Francis Hampson 1895. Hypena hamata ingår i släktet Hypena och familjen nattflyn. Inga underarter finns listade i Catalogue of Life.